# Falsk späckhuggare
Falsk späckhuggare eller halvspäckhuggare (Pseudorca crassidens) är en av de största delfinerna (Delphinidae). Det placeras som ensam art i släktet Pseudorca och bildar tillsammans med späckhuggaren underfamiljen Orcininae. Falsk späckhuggare förekommer i tempererade och tropiska vatten och har observerats i Röda havet, Medelhavet, Indiska oceanen och andra tropiska hav. Den delar många av späckhuggarens karaktärsdrag, till exempel att den jagar och dödar andra delfiner. Den falska späckhuggaren har inte blivit studerad i det vilda utan den mesta kunskapen har hämtats från strandade individer.

## Upptäckt
Falsk späckhuggare beskrevs första gången 1846 av den brittiska paleontologen och biologen Richard Owen i boken A history of British fossil mammals and birds. Han baserade detta på ett fossil återfunnet 1843 i Stamford, Lincolnshire och döpte den till Phocaena crassidens. Arten ansågs utdöd tills Johannes Reinhardt observerade en stor flock i Kielbukten 1861. En av dessa infångades och flera av de övriga återfanns året därpå när de strandat i Danmark.

## Utseende
Falsk späckhuggare har slank kroppsbyggnad och stor stjärtfena. Ryggfenan är kraftigt bakåtböjd som en skära och simfenorna är smala, korta och spetsiga. Kroppen är svart eller mörkgrå, med en grå hals och nacke. Medellängden är 4,9 meter. Honan kan nå en maxlängd av 5,1 meter och väga 1200 kg medan hanen kan bli 6,1 meter och väga så mycket som 2200 kg. Den har 44 tänder och kan leva i 60 år.

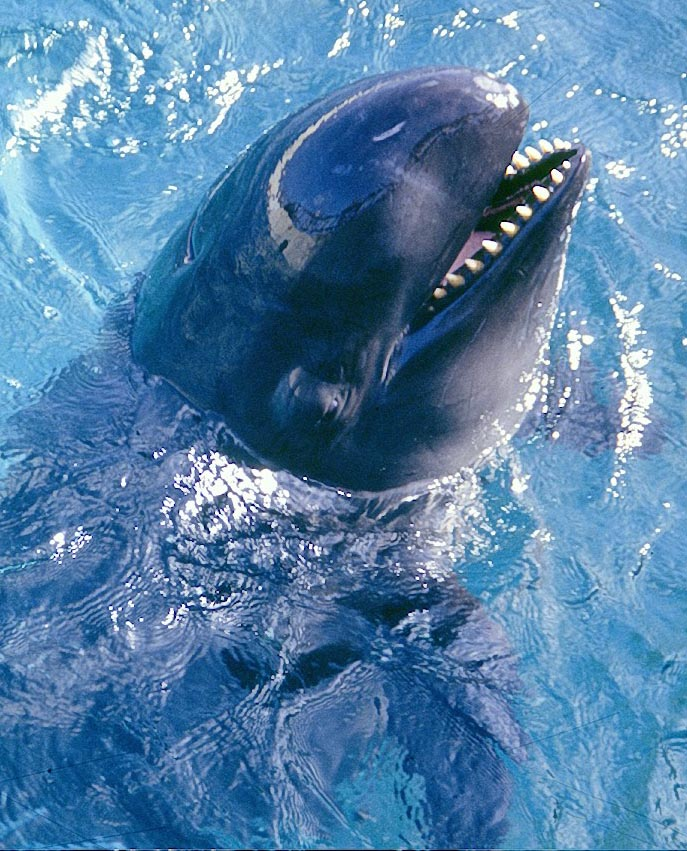
Falsk späckhuggare har 44 tänder.
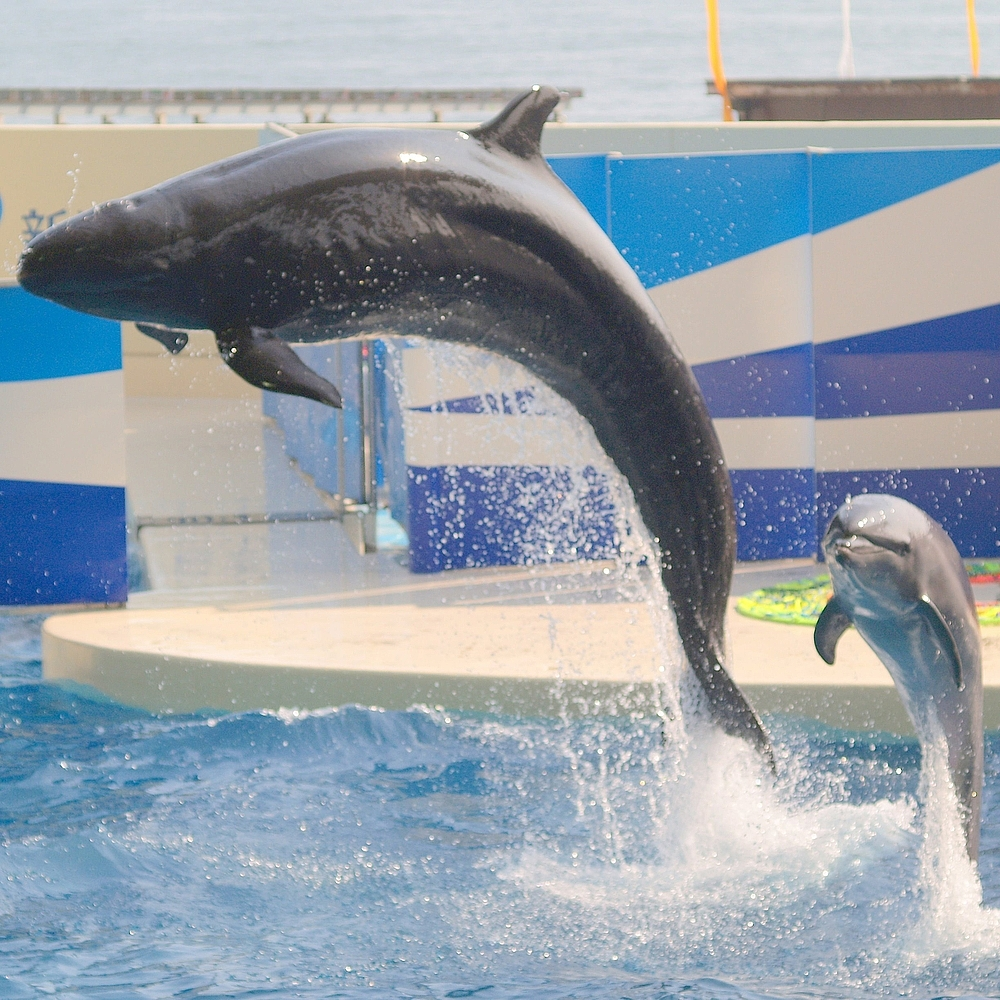
Falsk späckhuggare och flasknosdelfin på ett delfinarium i Japan.

## Ekologi
Den falska späckhuggaren är ett socialt djur som lever i familjegrupper med upp till 180 medlemmar. Sällan dokumenteras grupper med upp till 835 exemplar. De är snabba och aktiva simmare som ofta hoppar och landar på sidan med ett stort plask. De kan också komma upp ur vattnet med huvudet upprätt.
Arten jagar fiskar, bläckfiskar och ibland andra delfiner.
Dräktigheten varar något över 15 månader. Ungdjuret är vid födelsen 1,2 till 1,9 meter lång och väger cirka 80 kg. Ungen diar sin mor i 18 till 20 månader. Honor blir könsmogna efter 8 till 11 år och hanar efter 16 till 20 år. De äldsta kända individerna var 62 år gamla.

## Hot och status
Det är okänt hur många falska späckhuggare det finns men det uppskattas att det finns ungefär 40 000 individer i östra Stilla havet.
Falsk späckhuggare jagas i olika delar av utbredningsområdet för köttets och späckets skull. Späcket kokas för att utvinna valolja. Arten påverkas dessutom negativ av utfiskning som minskar delfinens tillgång till föda, av skräp i havet som den av misstag sväljer och av oljud från fartyg. Det är oklart hur den klarar klimatförändringar. Falsk späckhuggare är allmänt sällsynt och den listas av IUCN med kunskapsbrist (DD).